# حمام شاه عباسی
حمام شاه عباسی مربوط به سدهٔ ۹ ه.ق است و در شهرستان آمل، بخش لاریجان، روستای آب گرم واقع شده و این اثر در تاریخ ۷ مرداد ۱۳۸۲ با شمارهٔ ثبت ۹۳۴۹ به‌عنوان یکی از آثار ملی ایران به ثبت رسیده است.